# Savigny-Lévescault
Savigny-Lévescault is een gemeente in het Franse departement Vienne (regio Nouvelle-Aquitaine) en telt 994 inwoners (2004). De plaats maakt deel uit van het arrondissement Poitiers.

## Geografie
De oppervlakte van Savigny-Lévescault bedraagt 22,3 km², de bevolkingsdichtheid is 44,6 inwoners per km².
De onderstaande kaart toont de ligging van Savigny-Lévescault met de belangrijkste infrastructuur en aangrenzende gemeenten.

## Demografie
Onderstaande figuur toont het verloop van het inwonertal (bron: INSEE-tellingen).